# ノルフェンフルラミン
ノルフェンフルラミン(Norfenfluramine)または3-トリフルオロメチルアンフェタミンはアンフェタミン系の薬剤で、セロトニン及びノルエピネフリンの放出薬、また5-HT2A、5-HT2B、5-HT2Cの強いアゴニストである。心臓弁の5-HT2B受容体におけるノルフェンフルラミンの作用は、三尖弁の線維芽細胞が増殖後に特徴的なパターンの心不全を引き起こす。この副作用のため、世界中で食欲減退薬として用いられていたノルフェンフルラミンは市場から撤退した。また、ベンフルオレクスとフェンフルラミンはノルフェンフルラミンの活性代謝物質であることから、ヨーロッパで用いられていたベンフルオレクスも用いられなくなった。ヒトのTAAR1のアゴニストとして作用する。